# Вурмберг
Вурмберг (нім. Wurmberg) — громада в Німеччині, знаходиться в землі Баден-Вюртемберг. Підпорядковується адміністративному округу Карлсруе. Входить до складу району Енц.
Площа — 7,36 км2. Населення становить 3234 ос. (станом на 31 грудня 2020).